# Посоррубіо
Посоррубіо (ісп. Pozorrubio) — муніципалітет в Іспанії, у складі автономної спільноти Кастилія-Ла-Манча, у провінції Куенка. Населення — 387 осіб (2010).
Муніципалітет розташований на відстані близько 90 км на південний схід від Мадрида, 75 км на захід від Куенки.

## Демографія
Динаміка населення (INE ):